# 大俠霍元甲 (歌曲)
《大俠霍元甲》是1981年香港麗的電視首播的同名電視劇《大俠霍元甲》的主題曲，由黎小田作曲、盧國沾填詞、奧金寶編曲，並由葉振棠主唱。旨在配合該劇中霍元甲尚武強國的主題，表現中國由衰微到覺醒的轉變。本曲於中國大陸又名《万里长城永不倒》，取自曲中一句歌詞。

## 歌曲接受史
隨著《大俠霍元甲》於1983年成為首部被引進中國大陸的播出的香港電視劇，其主題曲很快掀起中國內地特別是非粵語地區的觀眾對香港及粵語的興趣，亦促進了粵語流行音樂的普及。
2000年，獲廣東皮卡王影業有限公司（國際PKW）出品的電視劇《霍元甲》沿用為主題曲，由主演趙文卓以國語演唱。
2009年，該曲在中宣部推薦100首愛國歌曲中排第68位，成為唯一入選的粵語歌曲。
2012年，香港亞洲電視（其前身即麗的電視）慶祝成立五十五周年，決定以之為台歌。
2015年电影《港囧》的片尾出现了该歌曲的片段。
2017年江蘇衛視春晚致敬港劇30年由苗僑偉、黃日華、馬德鐘、羅嘉良聯合演唱（另由古巨基、周慧敏聯合演唱《許願》）。
2019年，该曲入选中宣部庆祝中华人民共和国成立70周年优秀歌曲100首，成爲唯一入選的粵語歌曲。
2020年中央广播电视总台春节联欢晚会上，成龍獻唱了此歌曲。由於正值2019－2020年新型冠狀病毒肺炎事件期間，歌詞“問我國家哪像染病”引起爭議。
2022年香港第五波疫情期间，香港電台及廣州廣播電視台联合制作一首抗疫MV《同心抗疫永不倒》，即改编自该曲。演唱者包括徐小明、黎子流、黃俊英、曾小敏、歐凱明、梁玉嶸、黎駿聲、蘇春梅、李淑勤、彭熾權、虎艷芬、伍珂玥、交通國、羅家英、莫華倫、區瑞強等。

## 参見
- 萬里長城
- 上海灘
- 萬水千山總是情